# Radicaal 71
Radicaal 71 is een van de 34 van de 214 Kangxi-radicalen dat bestaat uit vier strepen.
In het Kangxi-woordenboek zijn er 12 karakters die dit radicaal gebruiken.

## Karakters met het radicaal 71
| Strepen | Karakter |
| ------- | -------- |
| + 0     | 无 旡    |
| + 5     | 既       |
| + 7     | 旣       |
| + 9     | 旤       |

Bronskarakter
Groot zegelkarakter
Klein zegelkarakter